# Italiano do Norte

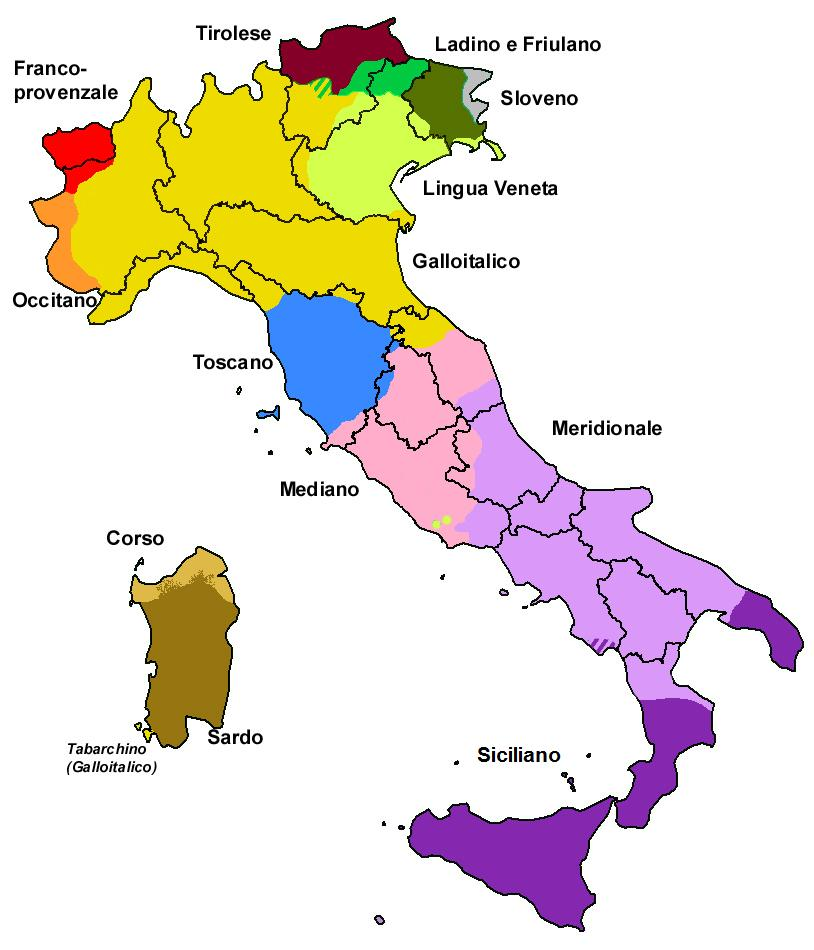
Fronteiras linguísticas segundo Def. 1

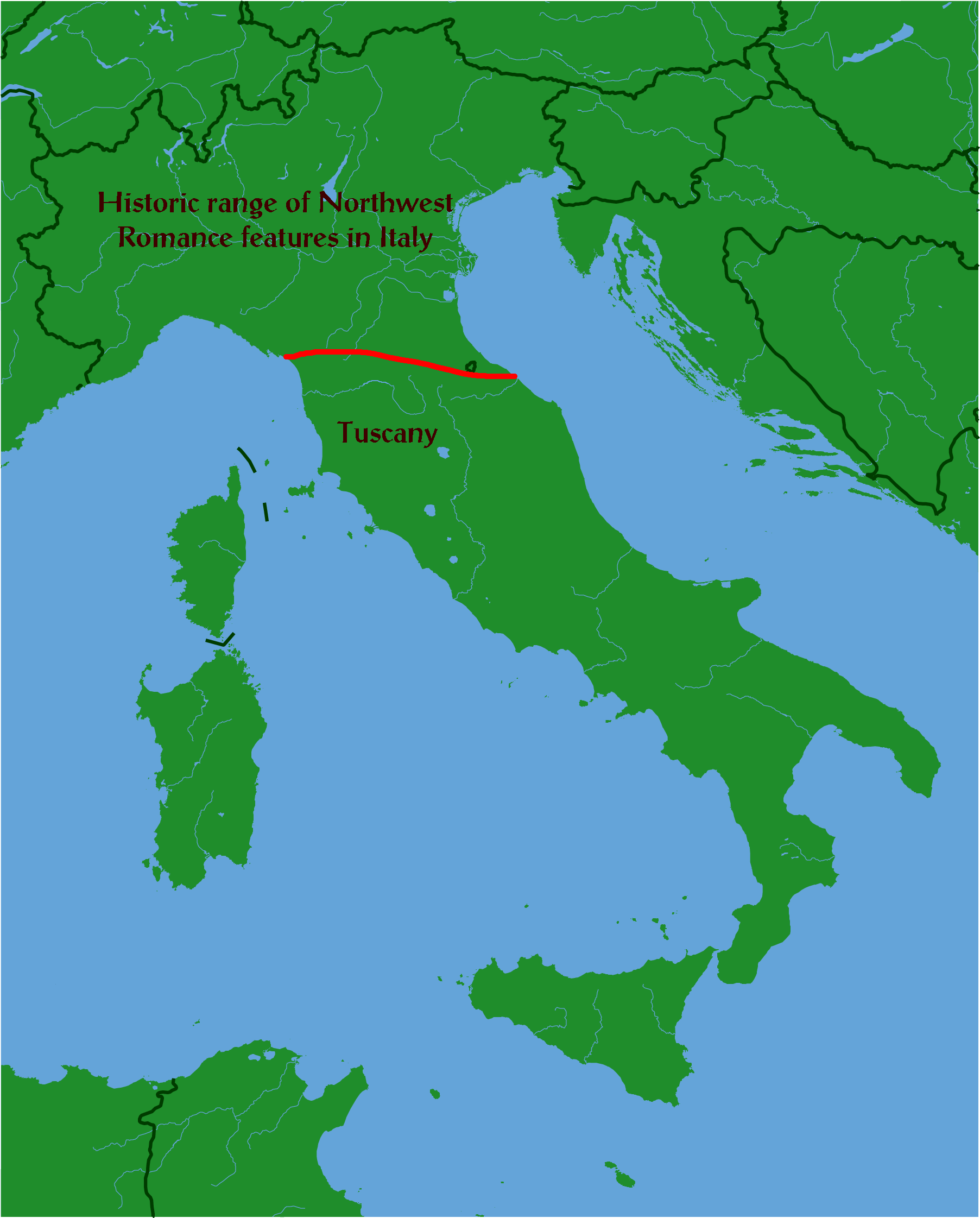
Fronteira linguística segundo Def. 2, Línea Massa-Senigallia

Fronteiras linguísticas segundo Def. 3

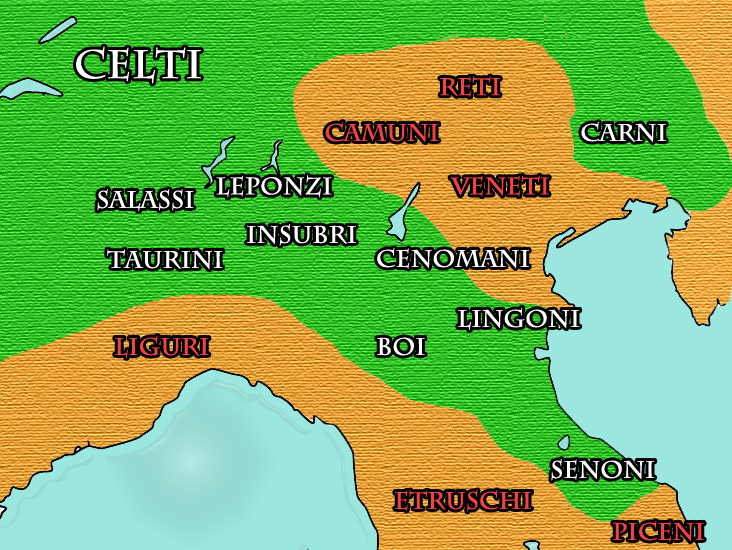
Os substratos: os povos antigos

O superstrato: o Reino Lombardo de Rotário (636-652)

O italiano do Norte é um grupo sociolinguístico que pertence às línguas românicas. É falado globalmente no norte da Itália e em algumas regiões vizinhas (Ticino na Suíça, Ístria na Croácia, na Eslovênia, Mônaco, sudeste da França e San Marino).
As definições do "italiano do Norte" são contraditórias, como é contraditório o mesmo nome do grupo:
- Def. 1: O "italiano setentrional" é um grupo de dialetos da língua italiana, segundo a linguística românica tradicional (ver por ex. Gian Battista Pellegrini[4] e Jacques Allières[5]). No entanto, para que esta definição seja válida é preciso entender por língua italiana, como nas obras do linguista alemão Gerhard Rohlfs,[6][7] o conjunto dos dialetos românicos da Itália (e até da Córsega), entre os quais destaca o idioma italiano literário e oficial, que provem do dialeto florentino de Dante, Boccaccio e Petrarca. Segundo a terminologia de Pellegrini , cf. o mapa Def. 1, o galo-itálico é um sub-grupo do "italiano setentrional" (dialectos com substrato[desambiguação necessária] linguístico gaulês e liguriano antigo). Pierre Bec, no seu manual,[8] afirma que tivera que existir algum tipo de unidade diacrônica entre as línguas reto-românicas e o grupo do Italiano do Norte.[9] Nesse sentido, Bec, ainda sendo da escola tradicional, pode ser considerado um precursor dos estudos do linguista australiano Geoffrey Hull.
- Def. 2: A  "língua padana" ou "língua cisalpina" é uma língua românica independente, diferente do italiano, segundo certos lingüistas como Heinrich Schmid,[10] Andrea Schorta[11] e, sobretudo, Geoffrey Hull.[12][13]
- Def. 3: O galo-itálico é um grupo de línguas independentes, veja-se a classificação de Ethnologue . Esta opinião é escassamente aceitada pelos linguistas tradicionais, para os quais é como dizer que cada dialeto do italiano do Norte é uma língua diferente; uma possível exceção é o piamontês graças ao seu dinamismo particular. Também o Livro Vermelho das Línguas Ameaçadas da Unesco  reconhece a independência destas línguas.

## Distribuição geográfica
O domínio linguístico do italiano do Norte corresponde mais ou menos à Itália do Norte ou Padânia.
O limite meridional, entre o italiano do Norte e o italiano em sentido estreito, corresponde à linha La Spezia-Rimini, ou com mais precisão geográfica, a linha Massa-Senigallia. A separação entre as línguas românicas marcada por esta linha as divide em dois grandes grupos: a România ocidental  (inclusive o italiano setentrional) e a România oriental (inclusive o Italiano do Centro-Sur). O grupo galoitálico é ao mesmo tempo separado de outros grupos do Nordeste (Veneto, Trentino, Friuli, Tirol do Sur) por uma linha que corre ao este de Bolzano e pela costa oriental do lago de Garda ao norte de Mântua e o rio Pó.
O limite setentrional, entre o italiano do Norte (e o reto-românico) e outras línguas (românicas, germânicas ou eslavas), corresponde às fronteiras políticas entre os vários povos germânicos dominantes depois das migrações dos povos bárbaros, isto é entre lombardos, visigodos, burgúndios e bávaros, que estão refletidas no superstrato  linguístico das línguas românicas atuais:
- lombardo antigo (menos o romanholo: A Romanha pertencia ao Império Bizantino): idioma dos lombardos;
- ocitano: idioma dos visigodos (Reino Visigodo de Tolosa)
- arpitano: idioma dos burgúndios;
- francês: idioma dos francos

Para o norte, o italiano do Norte (e o reto-românico) lidam com o alto alemão suíço, derivado do idioma dos alamanos e ao alto alemão bávaro, derivado do idioma dos bávaros e falado atualmente em (Áustria e em Tirol). Nesta zona, Romania submersa, houve substituição linguística dos idiomas românicos.
Para o leste, o italiano do Norte (e o friulano reto-românico) lindam atualmente com duas línguas do grupo eslavo: esloveno e croata.

## Classificação e tabela comparativa
Em realidade, não há muita discrepância sobre a classificação das línguas ou dos dialectos do "italiano do Norte" (Ethnologue: Galo-itálico), senão sobre seu estatuto de língua ou línguas independentes com respeito ao que Rohlfs e Pellegrini entendem por "língua italiana", que compreende também o corso. O mesmo vale para os substratos e o superestrato único (vejam-se pelas duas questões as referências iniciais, 1 - 13). Para não obfuscar a descrição com questões de língua contra dialecto, empregar-se-á na tabela o termo neutro idioma. Portanto o grupo pode classificar-se assim:
| Classificação        | Idioma :             | Código ISO 639-3 | Superstrato | Substrato         | Frase                                                        | Território central   | Mapas  |
| -------------------- | -------------------- | ---------------- | ----------- | ----------------- | ------------------------------------------------------------ | -------------------- | ------ |
| Grupo (sub-grupo)    | Latim                | lat              | -           | -                 | (Illa) Claudit semper fenestram antequam cenet.              | -                    | -      |
| -                    | Italiano             | ita              | Longobardo  | Etrusco           | (Ella) chiude sempre la finestra prima di cenare.            | -                    | -      |
| -                    | Toscano              | -                | "           | "                 | Lei la 'hiude sempre la finestra pria di'ccenà.              | -                    | -      |
| (Galo-itálico) Mapa: | Liguriano            | lij              | "           | Liguriano antigo  | Lê a særa sénpre o barcón primma de çenâ.                    | Ligúria; Mônaco,     |        |
| -                    | Liguriano tabarquino | -                | "           | "                 | Lé a sère fissu u barcun primma de çenò.                     | Sardenha             |        |
| -                    | Piemontês            | pms              | "           | Gaulês cisalpino. | Chila a sara sempe la fnestra dnans ëd fai sin-a/siné.       | Piemonte             |        |
| ((Lombardo))         | Lombardo ocidental   | lmo              | "           | "                 | (Lee) la sara semper su la fenèstra primma de sena.          | Lombardia; Suíça.    |        |
| -                    | Lombardo oriental    | -                | "           | "                 | (Lé) la sèra sèmper sö la finèstra prima de senà.            | Lombardia; Trentino  | -      |
| (Emiliano-romanholo) | Emiliano             | egl              | "           | "                 | (Lî) la sèra sänper la fnèstra prémma ed dsnèr.              | Emília; Toscana.     |        |
| -                    | Romanholo            | rgn              | -           | "                 | Lìa chìud sèmpr la fnestra prema'de cnè.                     | Romanha; San Marino. |        |
| (Vêneto) Mapa: ;     | Vêneto               | vec              | "           | Venético antigo   | (Eła) ła sàra/sèra senpre el balcón vanti senàr/dixnàr.      | Vêneto; Brasil       | [ 37 ] |
| Reto-românico        | Ladino               | lld              | "           | Rético            | (Ela) la sera semper la fenestra inant zenar.                | -                    | -      |
| -                    | Romanche             | roh              | "           | "                 | Ella clauda/sèrra adina la fanestra avant ch'ella tschainia. | -                    | -      |
| -                    | Friulano             | fur              | "           | Céltico           | Jê e siere simpri il barcon prin di cenâ.                    | -                    | -      |
| Istriota             | Istriota             | ist              | -           | "                 | Gila insiera senpro lo balcon preîma da senà.                | Ístria               |        |
| -                    | Ocitano              | oci              | Visigodo    | -                 | (Ela) barra totjorn la fenèstra abans de sopar.              | -                    |        |
| -                    | Português            | por              | -           | -                 | (Ela) fecha sempre a janela antes de jantar.                 | -                    |        |

## Vitalidade
Estas línguas locais são faladas hoje nas suas áreas respetivas por um número menor de pessoas que o Italiano, com a parcial exceção da região do Vêneto, onde um pouco menos de metade da população local fala a língua local correntemente. A literatura escrita continua a prosperar nas diferentes variedades e essas mesmas línguas ainda são faladas pela diáspora em países com comunidades de imigrantes italianos, como no Brasil (Talian) e na Argentina.